# 姜成妍
姜成妍（韓語：강성연，1976年7月21日—），韓國女演員、女歌手。在2001至2002年曾以Bobo（보보）為藝名進行歌手活動。

## 個人生活
2012年1月6日和钢琴家金佳溫在韩国首尔江南某酒店幸福完婚喜结连理。姜成妍老公金佳溫毕业于首尔大学和伯克利音乐大学，并在纽约大学取得了硕士学位之后回国，作为韩国比较活跃的艺术家，目前在白石艺术大学担任实用音乐系教授。姜成妍和丈夫金佳溫两人同岁，姜成妍曾经在某有线频道的节目《FOOD ESSAY》中担任过主持人，在节目录制现场中，两人首次见面。

## 演出作品

### 電視劇
- 1997年：MBC《我生存的理由》
- 1999年：SBS《KAIST》飾演 閔卿珍
- 2000年：SBS《Happy Together》飾演 徐文珠
- 2000年：SBS《阿德》
- 2000年：SBS《Woman on Top》
- 2001年：SBS《傳聞的女子》
- 2003年：KBS《她是最棒的》飾演 夏惠瓊
- 2005年：MBC《我們結婚吧》飾演 洪娜英
- 2007年：MBC《新賢母良妻》飾演 景國姬
- 2008年：KBS《單身爸爸戀愛中》飾演 尹筱希
- 2008年：SBS《老千》飾演 鄭女士
- 2009年：SBS《妻子回來了》飾演 鄭悠熙/鄭悠靜
- 2015年：MBC《偉大的糟糠之妻》飾演 柳志妍
- 2017年：MBC《歸來的福丹芝》飾演 福丹芝
- 2019年：KBS《我世上最漂亮的女兒》飾演 羅惠美（53集起加入）
- 2020年：MBC《李小姐知情》飾演 李宮福
- 2024年：SBS《财阀X刑警》飾演 白尚熙（特别出演）

### 電影
- 2005年：《不能就這樣死去》
- 2005年：《王的男人》
- 2006年：《數》
- 2007年：《施展咒語》（暫譯）－未播映

### 綜藝
- 2016年：JTBC《Two Yoo Project - Sugar Man》E17
- 2016年：Channel A 《Singderella》固定主持群

## 音樂作品
- 2001年：1輯《BoBo》
- 2002年：2輯《The Natural》

## 腳註
1. ↑  .   [2012-01-08]. （原始内容存档于2020-04-12）.

## 外部連結
- NAVER搜索 （页面存档备份，存于）
- 姜成妍在互联网电影资料库（IMDb）上的資料（英文）